# Новопокровски рејон
Новопокровски рејон (рус. Новопокровский район) административно-територијална је јединица другог нивоа и општински рејон смештен у североисточном делу Краснодарске покрајине, односно на југозападу европског дела Руске Федерације.
Административни центар рејона је станица Новопокровскаја.
Према подацима националне статистичке службе Русије за 2017. на територији рејона живело је 42.901 становника или у просеку око 20,9 ст/км². По броју становника налази се на 33. месту међу административним јединицама Покрајине. Површина рејона је 2.156 км².

## Географија
Новопокровски рејон се налази у североисточном делу Краснодарске покрајине, обухвата територију површине 2.156 км² и по том параметру налази се на 8. месту међу административним јединицама у Покрајини. Његова територија се граничи са Криловским, Павловским и Тихоречким рејоном на западу, на југу је Кавкаски, а на истоку Белоглински рејон. На северу се граничи са Ростовском облашћу, а уским појасом на југоистоку са Ставропољским крајем. 
Рејонска територија је доста издужена у меридијанском правцу, а његовим рељефом доминирају ниске и доста једноличне степе Кубањско-приазовске низије. У централном делу овог рејона свој ток, након спајања Корсуна и Упорње, започиње река Јеја, једна од највећи река на северу Краснодарске покрајине. Значајан део рејонске територије налази се у басену реке Дон са којим је повезан реком Калали. 

## Историја
Новопокровски рејон званично је успостављен 2. јуна 1924. као једна од административних јединица тадашњег Кубањског округа Југоисточне области. Пре него што је 1937. ушао у састав Краснодарског краја, Новопокровски рејон је био делом, прво Севернокавкаског, а потом и Азовско-црноморског краја. 
У садашњим границама рејон је од 1966. године. 

## Демографија и административна подела
Према подацима са пописа становништва из 2010. на територији рејона живело је укупно 44.116 становника, док је према процени из 2017. ту живело 42.901 становника, или у просеку око 20,9 ст/км². По броју становника Новопокровски рејон се налази на 33. месту у Покрајини.
| 1959.  | 1970.  | 1979.  | 1989.  | 2002.  | 2010.  | 2017.   |
| ------ | ------ | ------ | ------ | ------ | ------ | ------- |
| 36.699 | 50.089 | 49.345 | 46.842 | 47.893 | 44.116 | 42.901* |

Напомена:* Према процени националне статистичке службе. 
На територији рејона налазе се укупно 32 насељена места административно подељена на 8 другостепених руралних општина. Административни центар рејона и његово највеће насеље је станица Новопокровскаја у којој је живело нешто више од половине од укупне рејонске популације. Поред ње, једино насеље са више од 5.000 становника била је и станица Калниболотскаја.